# Alta società
Alta società (High Society) è un film del 1956 diretto da Charles Walters, con Bing Crosby, Grace Kelly e Frank Sinatra. Per la colonna sonora sono state scelte solo canzoni di Cole Porter. La storia è stata scritta da John Patrick sulla base di una commedia di Philip Barry, Scandalo a Filadelfia, già portata sullo schermo da Katharine Hepburn, Cary Grant e James Stewart nei ruoli dei protagonisti.

## Trama
Il musicista jazz di successo C.K. Dexter-Haven ha divorziato dalla ricca Tracy Samantha Lord, soprannominata "Miss Frigidaire", ma è ancora innamorato di lei. Tracy, comunque, sta per risposarsi con George Kittredge, un ricco uomo d'affari che si è fatto da sé. L'intrigante Mike Connor è un giornalista incaricato, insieme alla collega fotografa Liz Imbrie, di seguire il matrimonio per conto della stampa, ma si innamora anche lui di Tracy.
Lei deve scegliere fra tre uomini molto diversi, in un percorso di formazione introspettiva.

## Produzione

### Cast
Alta società fu l'ultimo ruolo cinematografico di Grace Kelly prima che sposasse Ranieri III di Monaco. Nel 1982, poco prima di morire, Grace decise di tornare sulle scene cinematografiche con il film Rearranged, il quale rimase incompleto a causa della morte avvenuta quando le riprese del film non erano ancora terminate.
In questo film, inoltre, si vedono recitare insieme due delle più grandi stelle della canzone e del cinema statunitense degli anni quaranta e cinquanta, Bing Crosby e Frank Sinatra, per cui fu creato appositamente un duetto (Well, did you evah!) aggiunto in un secondo momento alla colonna sonora, quando ci si rese conto che i due non avevano un pezzo cantato assieme.
All'epoca in cui il film fu girato, Frank Sinatra aveva quasi 41 anni, Bing Crosby ne doveva compiere 53 mentre Grace Kelly avrebbe compiuto 27 anni a novembre. In ogni caso, la Kelly non era la prima scelta del casting, ma Elizabeth Taylor rifiutò il film e così il ruolo di Rosie Lord toccò a lei.

## Colonna sonora

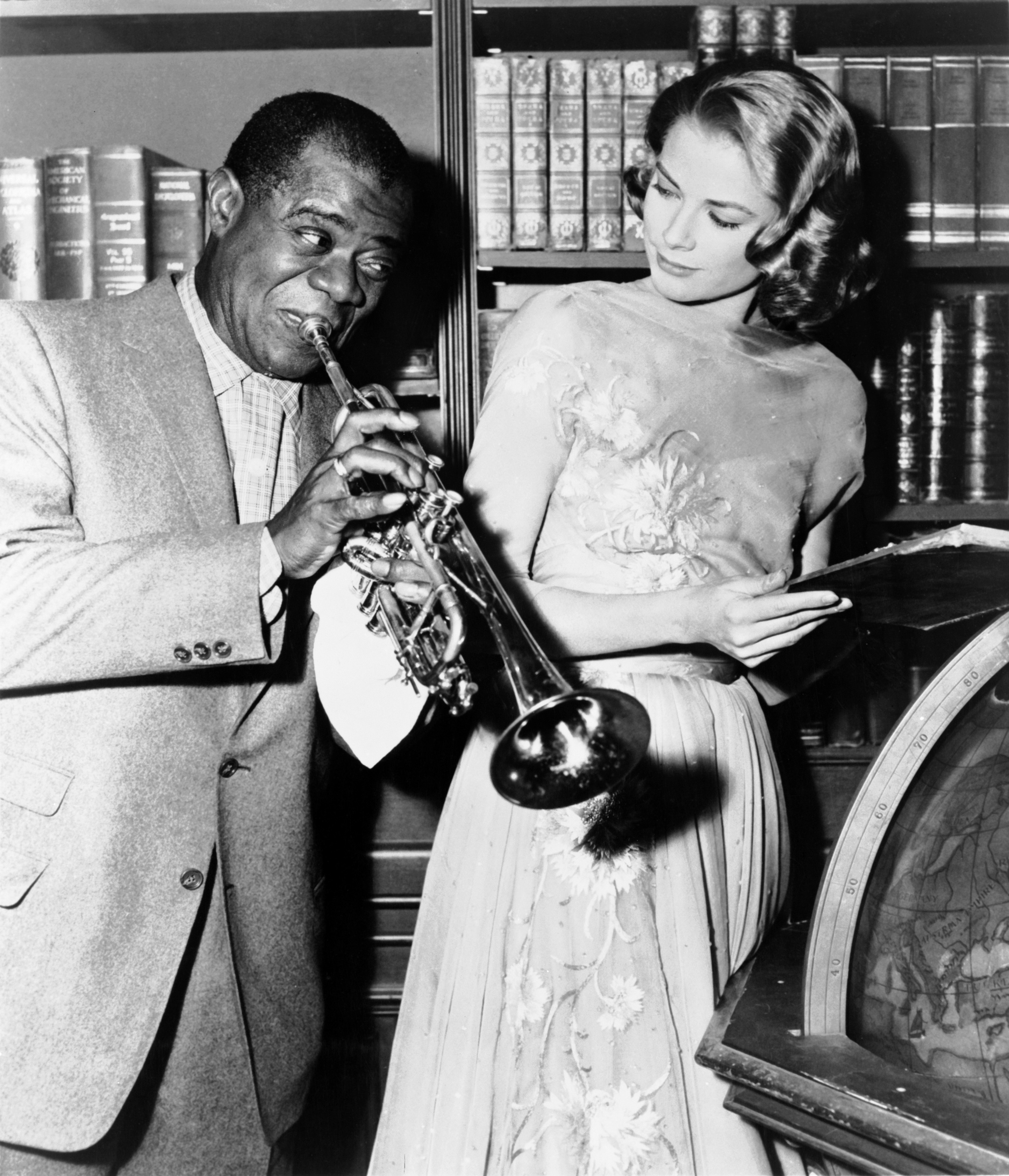
Louis Armstrong e Grace Kelly sul set del film

La colonna sonora di altissima qualità fu pubblicata in un disco dal titolo omonimo. Tutte le canzoni sono state composte da Cole Porter.
- High Society Calypso
- True Love
- Who Wants to Be a Millionaire?
- I Love You, Samantha
- You're Sensational
- Well, Did You Evah!
- Little One
- Now You Has Jazz
- Mind if I Make Love to You?

È stato detto che la ragione principale per cui Frank Sinatra accettò di girare questo film fu il duetto Well, Did You Evah! con il suo idolo della gioventù Bing Crosby. Inoltre, la canzone Who Wants to Be a Millionaire? ispirò il titolo per il famoso gioco televisivo.
Pur essendo il personaggio centrale del film, Grace Kelly non canta nessuna canzone da sola, eppure, per la sua parte d'accompagnamento di Bing Crosby in True Love, che vendette milioni di copie negli anni seguenti, venne premiata con un disco di platino, unico caso di regnante in carica dato che era già divenuta principessa.
Alta società ebbe due candidature all'Oscar nell'edizione del 1957: miglior canzone (True Love) e migliore colonna sonora.

## Accoglienza
Uscito in piena estate (17 luglio), fu un successo per il mercato cinematografico nordamericano, risultando uno dei 10 film con il più alto incasso di quell'anno. Ottenne delle buone critiche, pur essendo visto come una copia minore dell'altro adattamento della commedia di Barry, il film di Cukor Scandalo a Filadelfia del 1940.

## Premi e riconoscimenti
- Candidato a 2 Oscar

## Opere derivate
Più di 40 anni dopo l'uscita cinematografica, questo film venne riproposto per il palcoscenico teatrale di Broadway, con l'aggiunta di altre canzoni di Cole Porter: se ne tennero 144 repliche, a partire dalla prima del 27 aprile 1998.